# Cattedrale dell'Arcangelo Michele (Mosca)
La cattedrale dell'Arcangelo (in russo Архангельский собор?, Archangel'skij sobor), ufficialmente cattedrale di San Michele Arcangelo al Cremlino (in russo Собо́р Свято́го Архистрати́га Михаи́ла в Кремле́?, Sobór Svjatóvo Archistratíra Michaíla v Kremlé), è una chiesa che si trova nel Cremlino di Mosca, davanti alla piazza delle Cattedrali.

## Storia e descrizione
Fu ricostruita fra il 1505 ed il 1508 sotto la supervisione dell'architetto italiano Aloisio Nuovo (noto in Russia con il nome di Aleviz Frjazin Novyj e forse identificabile con il veneto Alvise Lamberti da Montagnana), sul sito su cui sorgeva una cattedrale precedente, costruita nel 1333 da Ivan I di Russia. Contiene affreschi del XVI e XVII secolo, alcuni dei quali dipinti da Gurij Nikitin, Jakov di Kazan', Stepan di Rjazan' e Iosif Vladimirov fra il 1652 ed il 1666. La lavorazione della pietra risente chiaramente dal Rinascimento italiano. Contiene un'iconostasi dorata in legno scolpito d'altezza di tredici metri con icone del XVII e XIX secolo e lampadari a braccia del XVII secolo. Qui vennero sempre celebrate le vittorie delle armate zariste.
Gli zar ed i gran principi di Mosca (tra cui Ivan I di Russia, Demetrio di Russia, Ivan il Grande, Ivan il Terribile) sono stati sepolti all'interno della cattedrale fino al XVII secolo: sono presenti 46 pietre tombali ornate in pietra bianca (1636-1637) e casse in bronzo dorato (1903). Lo Zarevic Dmitrij Ivanovič di Russia, figlio di Ivan il Terribile, vi venne tumulato nel Seicento.
Qui si trova anche la tomba dell'imperatore Pietro II di Russia, l'unico monarca discendente da Pietro il Grande presente all'interno del Cremlino (e l'unico dei suoi discendenti, con Ivan VI di Russia, a non essere sepolto nella cattedrale dei Santi Pietro e Paolo a San Pietroburgo).

## Necropoli dei gran principi di Mosca e dei primi Zar

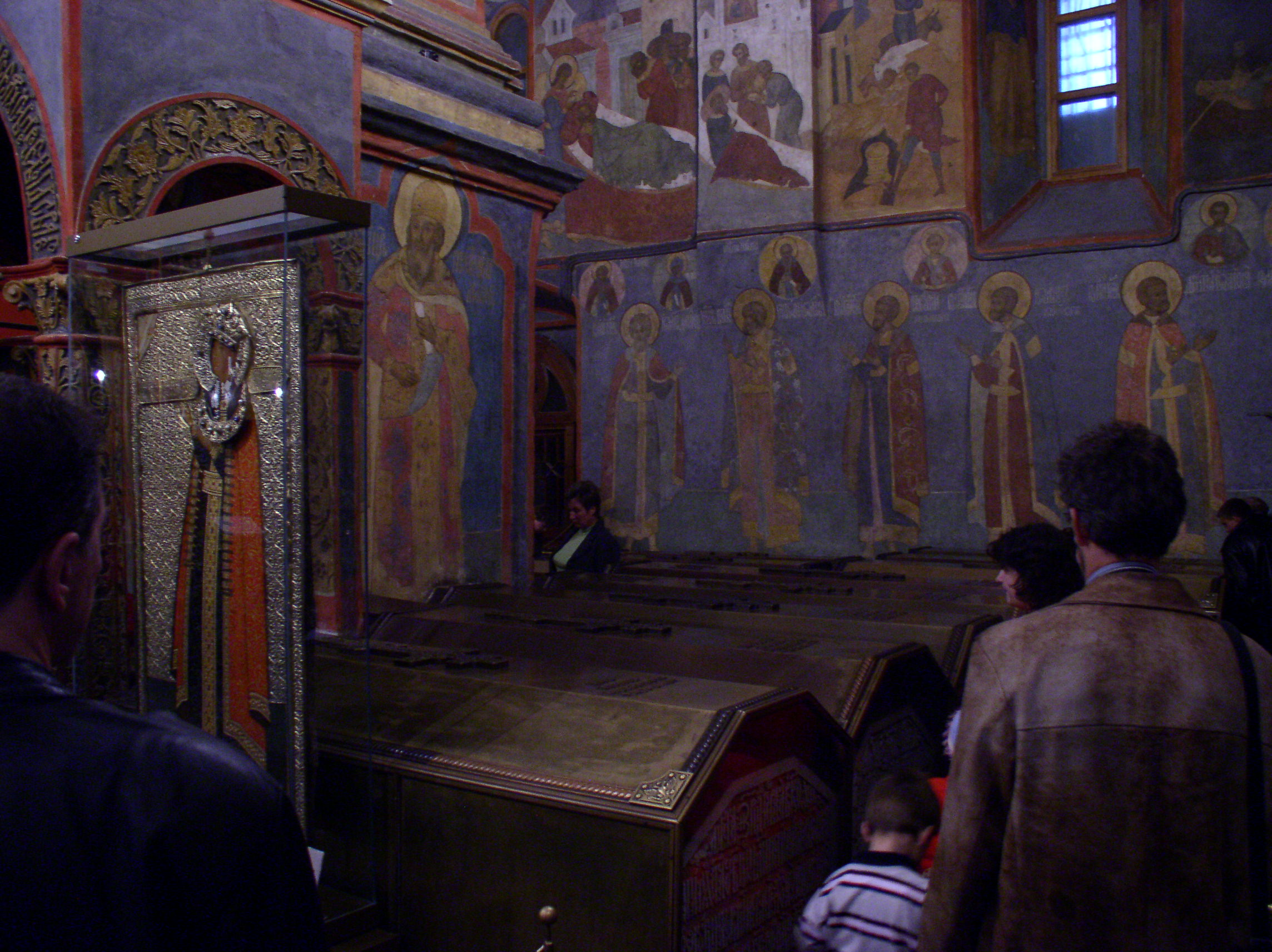
Veduta delle tombe della necropoli.

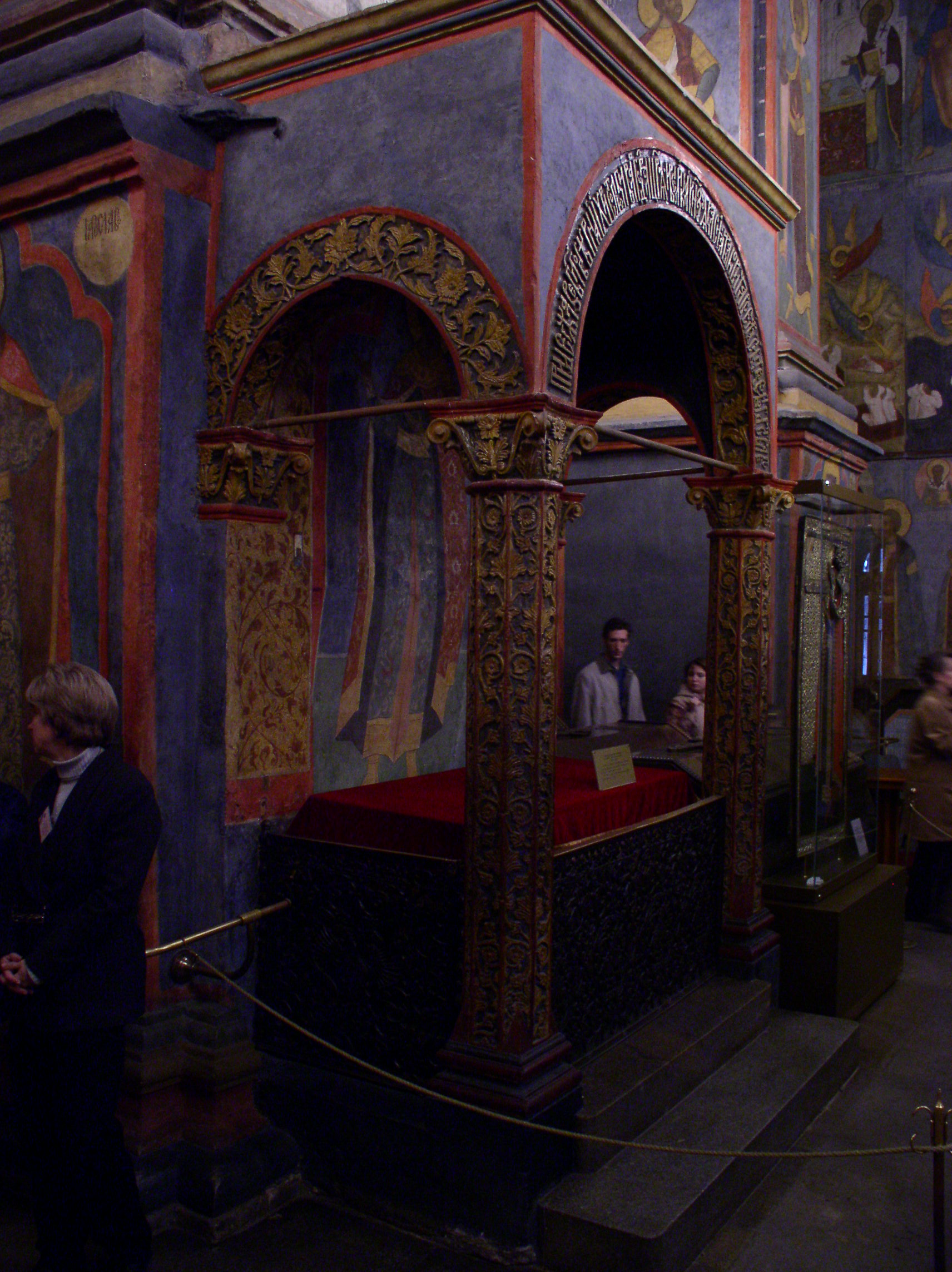
Tomba di Dmitrij Ivanovič di Russia.

1. Michele I di Kiev, granduca di Kiev, principe di Černihiv, inumato nel 1578
2. Ivan I di Russia, principe di Mosca e gran-principe di Vladimir [4]
3. Andrej Ivanovič, principe di Serpuchov e Borovsk (4 luglio 1327 - 6 giugno 1353) (figlio di Ivan I di Russia)
4. Vladimir Andreevič il Coraggioso, principe di Serpuchov e Borovsk (15 luglio 1353 - 12 agosto 1410) (figlio di Andrej Ivanovič)
5. Andrej Vladimirevič, principe di Serpuchov (1380 - 1426) (figlio di Vladimir Andreevič)
6. Ivan Vladimirevič, principe di Serpuchov (1381 - 1422) (figlio di Vladimir Andreevič)
7. Jaroslav Vladimirevič, principe di Malojaroslavec (18 gennaio 1388/1389 - 16 agosto 1426) (figlio di Vladimir Andreevič)[5]
8. Vassilij Jaroslavevič, principe di Malojaroslavec (? - 1483) (figlio di Jaroslav Vladimirevič)
9. Simeone di Russia, gran-principe di Mosca e di Vladimir (figlio di Ivan I di Russia)
10. Ivan II di Russia, gran-principe di Mosca e di Vladimir (figlio di Ivan I di Russia)
11. Demetrio di Russia, gran-principe di Mosca e di Vladimir (figlio di Ivan II di Russia)
12. Jurij Dmitrievič, gran-principe di Mosca, principe di Zvenigorod e di Galič (26 novembre 1374 - 5 giugno 1434) (figlio di Demetrio di Russia)
13. Vassilij Jur'evič le Louche, gran-principe di Mosca, usurpatore, principe di Zvenigorod e di Galič (? - 1448) (figlio di Jurij Dmitrievič)
14. Dmitrij Jur'evič, principe di Uglič e di Bežeck (1421 - 22 settembre 1440) (figlio di Jurij Dmitrievič)
15. Andrej Dmitrievič, principe di Možajsk (14 agosto 1382 - 9 luglio 1432) (figlio di Demetrio di Russia)
16. Pëtr Dmitrievič, principe di Dmitrov e di Uglič (29 luglio 1385 - 10 agosto 1428) (figlio di Demetrio di Russia)
17. Basilio I di Russia, gran-principe di Mosca e di Vladimir (figlio di Demetrio di Russia)
18. Ivan Vassil'evič, principe di Mosca (15 gennaio 1396 - 20 luglio 1417) (figlio di Basilio I di Russia)
19. Basilio II di Russia, gran-principe di Mosca (figlio di Basilio I di Russia)[4]
20. Jurij Vassil'evič, principe di Dmitrov (22 novembre 1441 - 12 settembre 1473) (figlio di Basilio II di Russia)[4]
21. Andrej Vassil'evič Bol'šoj, principe di Uglič (14 agosto 1446 - 7 novembre 1493) (figlio di Basilio II di Russia)[4][5]
22. Boris Vassil'evič, principe di Volokolamsk (26 luglio 1449 - 1494) (figlio di Basilio II di Russia)[4]
23. Andrej Vassil'evič il Giovane, principe di Vologda (8 agosto 1452 - 10 luglio 1481) (figlio di Basilio II di Russia)[4][5]
24. Ivan III di Russia, gran-principe di Mosca (figlio di Basilio II di Russia)[4]
25. Ivan Ivanovič il Giovane, gran-principe di Tver' (15 febbraio 1458 - 6 marzo 1490) (figlio di Ivan III di Russia)[4]
26. Dmitrij Ivanovič, principe di Russia (10 ottobre 1483 - 14 febbraio 1509) (figlio di Ivan Ivanovič il Giovane)
27. Jurij Ivanovič, principe di Dmitrov (23 marzo 1480 - 1536) (figlio di Ivan III di Russia)[4]
28. Dmitri Ivanovič, principe di Uglič (6 ottobre 1481 - 14 febbraio 1521) (figlio di Ivan III di Russia)[4]
29. Semën Ivanovič, principe di Kaluga (21 marzo 1487 - 26 giugno 1518) (figlio di Ivan III di Russia)[4][5]
30. André Ivanovič, principe di Starica (5 agosto 1490 - 11 dicembre 1537) (figlio di Ivan III di Russia)[4]
31. Vladimir Andreevič, principe di Starica e di Dmitrov (1533 - 9 octobre 1569) (figlio di André Ivanovitč)[4]
32. Vassilij Vladimirevič, principe di Starica (1552 - 1573) (figlio di Vladimir Andreevič)[4]
33. Basilio III di Russia, gran-principe do Mosca (figlio di Ivan III)[4]
34. Jurij Vassil'evič, principe di Uglič  e di Kaluga (30 ottobre 1532 – 24 giugno 1563) (figlio di Basilio III di Russia)[4][5]
35. Ivan il Terribile, gran-principe di Mosca poi zar di Russia (figlio di Basilio III di Russia)[6]
36. Dimitrij Ivanovič, zarevič di Russia (11 ottobre 1552 - 6 giugno 1553) (figlio di Ivan il Terribile)[5]
37. Ivan Ivanovič, zarevič di Russia (figlio di Ivan il Terribile)[5]
38. Dimitrij Ivanovič, zarevič di Russia, principe di Uglič (figlio di Ivan il Terribile)[5][7]
39. Fëdor I di Russia, zar di Russia (figlio di Ivan il Terribile)[5]
40. Michail Vassil'evič Skopa-Šujskij, principe di Russia, militare (1587 - 3 mai 1610) (figlio di Vassilij Petrovič Skopa-Šujskij)[5]
41. Basilio IV di Moscovia, zar di Russia (22 settembre 1552 - 12 settembre 1612), inumato nel 1635 (figlio di Ivan Andreevič Šujskij)[5]
42. Michail Fëdorovič Romanov, zar di Russia  (figlio di Filarete Romanov e di Marija Ivanovna Saltykov)[5]
43. Ivan Michajlovič di Russia, principe di Russia (12 giugno 1633 - 20 gennaio 1639) (figlio di Michail Fëdorovič Romanov e di Eudossia Strechnieva)
44. Vassilij Michajlovič di Russia, principe di Russia (25 marzo 1639 - 25 marzo 1639) (figlio di Michail Fëdorovič Romanov e di Eudossia Strechnieva)
45. Alessio I di Russia, zar di Russia (figlio di Michail Fëdorovič Romanov e di Eudossia Strechnieva)
46. Dimitri Alekseevič di Russia, zarevič di Russia (22 agosto 1648 - 6 ottobre 1649) (figlio di Alessio I di Russia e di Marija Miloslavskaja)
47. Aleksej Alekseevič di Russia, zarevič di Russia (15 febbraio 1654 - 17 gennaio 1670) (figlio di Alessio I di Russia e di Marija Miloslavskaja)
48. Semën Alekseevič di Russia, principe di Russia (3 aprile 1665 - 18 giugno 1669) (figlio di Alessio I di Russia e di Marija Miloslavskaja)
49. Fëdor III di Russia, zar di Russia (figlio di Alessio I di Russia e di Marija Miloslavskaja)[5]
50. Il'ja Fëdorovič di Russia, principe di Russia (21 luglio 1681 - 31 luglio 1681) (figlio di Fëdor III di Russia e di Agaf'ja Semënovna Grušeckaja)
51. Ivan V di Russia, zar di Russia (figlio di Alessio I di Russia e di Marija Miloslavskaja)[5]
52. Aleksej Petrovič Romanov, principe di Russia (figlio di Pietro I di Russia e di Evdokija Fëdorovna Lopuchina)
53. Pietro II di Russia, imperatore di Russia (figlio di Aleksej Petrovič Romanov e di Carlotta Cristina di Brunswick-Wolfenbüttel)[5][8]